# BenQ

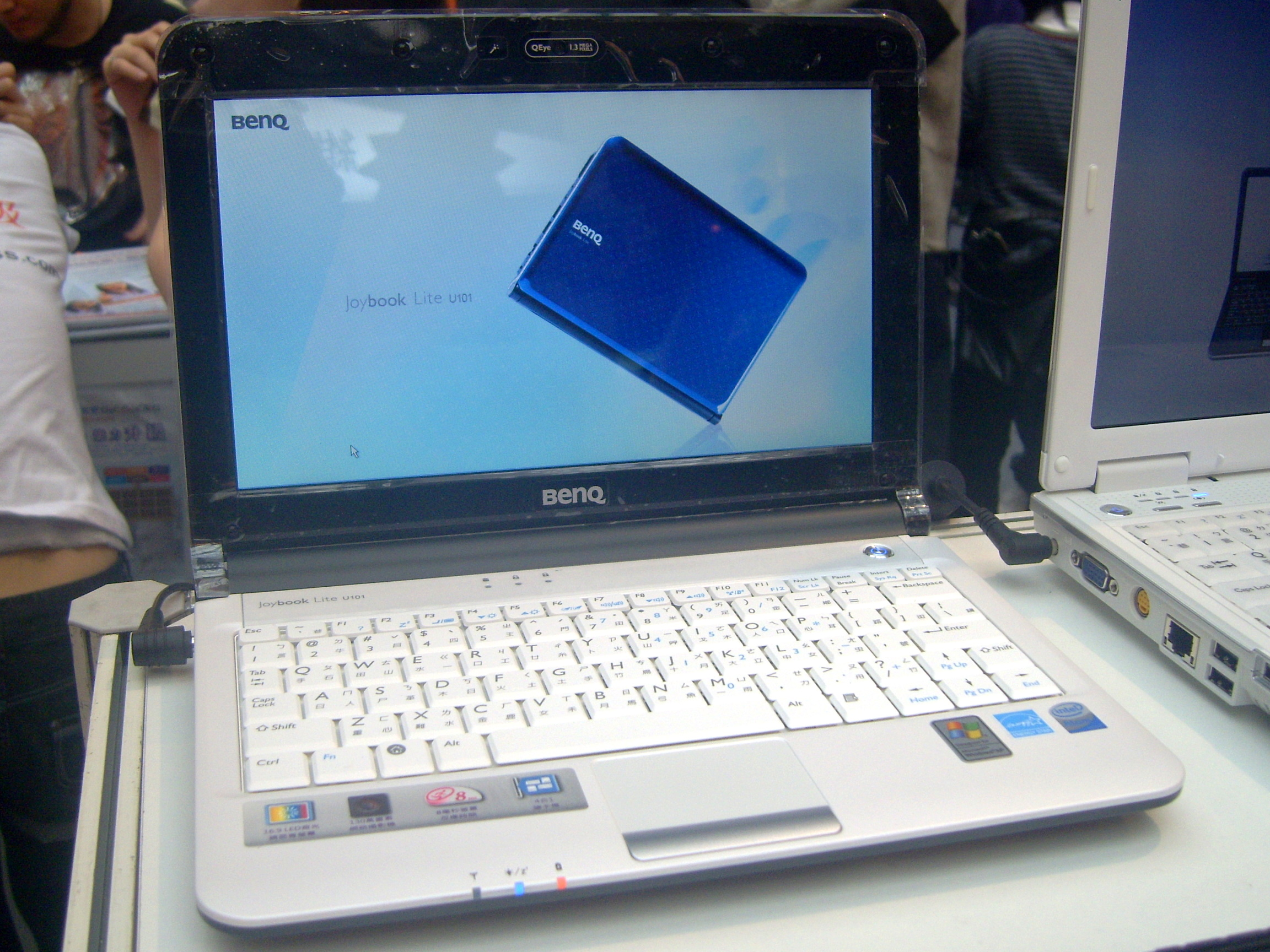
BenQ Joybook Lite U101 на Місяці інформаційних технологій у Тайбеї

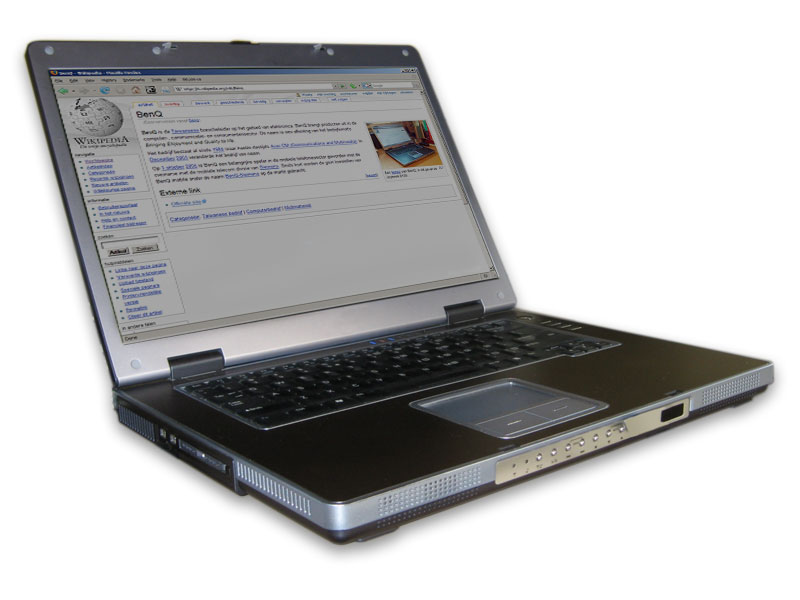
BenQ Joybook 8100

BenQ Corporation ([ˌbɛnˈkjuː]; кит.: 明基電通股份有限公司) — тайванська багатонаціональна компанія, яка продає та рекламує технологічні продукти, побутову електроніку, обчислювальні та комунікаційні пристрої під торговою маркою «BenQ», що означає слоган компанії Bringing Enjoyment N Quality to life (укр. Приносимо насолоду та якість у життя). Основна продукція включає монітори TFT LCD, проєктори, інтерактивні дисплеї, колонки, освітлення, периферійні пристрої та мобільні комп'ютерні пристрої.
Головний офіс BenQ розташований у Тайбеї, а компанія має п'ять філій в Азійсько-тихоокеанському регіоні, Європі, Китаї, Латинській Америці та Північній Америці та налічує понад 1300 співробітників у всьому світі. Бренд «BenQ» представлений у понад 100 країнах світу.

## Історія
Компанія BenQ була заснована в 1984 році, а потім відокремилася від Acer у 2001 році, щоб забезпечити окремий канал збуту продукції під власним брендом. У 2006 році Acer продали свою частку в BenQ, що залишилася.
Першим мобільним телефоном BenQ був M775C, випущений у 2003 році. У першому кварталі 2004 року було анонсовано вісім нових телефонів, від розкладачок до смартфонів на базі Windows Mobile. Ще сім телефонів, переважно розкладачок, таких як BenQ S500, з'явилися у 2005 році.

### BenQ Siemens
1 жовтня 2005 року BenQ Corp. придбали підрозділ мобільних пристроїв німецького концерну Siemens AG, ставши шостою найбільшою компанією в індустрії мобільних телефонів за накопиченою часткою ринку. В результаті придбання з'явилася нова бізнес-група BenQ Mobile, яка повністю присвятила себе бездротовому зв'язку. Мобільні телефони нової групи продаються під новим брендом BenQ-Siemens.
Наприкінці вересня 2006 року підрозділ мобільних пристроїв BenQ, BenQ Mobile (Німеччина), оголосив про банкрутство, коли BenQ Corp. припинила його фінансування. У результаті BenQ Mobile було передано під нагляд призначеного державою керівника справами про банкрутство. У лютому 2007 року компанія BenQ Mobile була остаточно розформована, оскільки не вдалося знайти відповідного покупця. Приблизно 2000 співробітників BenQ Mobile втратили роботу.

### Після Siemens
Після BenQ-Siemens компанія BenQ продовжувала випускати телефони, в основному орієнтовані на азіатський ринок (хоча один був випущений і в Європі).
Це список телефонів BenQ у період після брендів BenQ-Siemens між 2009—2012 роками:
- BenQ T33
- BenQ T51
- BenQ C30 (BenQ-Siemens C31)
- BenQ E72 (смартфон Windows Mobile; також випущено в Європі; не є наступниками E71)
- BenQ M7
- BenQ T60
- BenQ E53
- BenQ C36 (наступники BenQ-Siemens C31)
- BenQ E55
- BenQ MOMODESIGN MD300H (HSDPA) (це ко-бренд в ексклюзивному проєкті гаджетів для MOMODESIGN, найрідкіснішої моделі BenQ Mobile, оскільки телефон був випущений в обмеженій кількості — не більше 5 000 одиниць)

Після перерви в 2013 році компанія BenQ відновила виробництво смартфонів під власним брендом.

### Смартфони

#### Dell Venue Pro
Qisda Corporation, материнська компанія BenQ, виробляла смартфони для Dell, які продавалися під назвою Venue Pro і використовували Windows Phone 7. Телефон був доступний в обмеженій кількості 8 листопада 2010 року разом із запуском Windows Phone. Випуск телефону був із серйозними труднощами, він був багатий численними апаратними проблемами, і пристрій було знято з виробництва 8 березня 2012 року.

#### Android
Список Android-пристроїв від BenQ:
- BenQ A3 — створений для азійського ринку, працює під управлінням Android 4.1 Jelly Bean
- BenQ T3
- BenQ F5 RAM 2GB — працює під управлінням Android 4.4.2 KitKat

#### EE (Великобританія)
Починаючи з 2015 року компанія BenQ виробляла смартфони Harrier і Harrier Mini Android для британського оператора мобільного зв'язку EE.

### Реструктуризація
24 серпня 2006 року BenQ оголосили про плани відокремити свої виробничі операції на початку 2007 року, розділивши підрозділи контрактного виробництва та виробництва під власним брендом.
У квітні 2007 року, враховуючи, що фірмовий бізнес досяг достатнього прибутку та масштабу, щоб підтримувати та розвивати свою діяльність незалежно, BenQ оголосили про план відокремлення свого фірмового бізнесу. Після виділення корпорація BenQ була перейменована в Qisda Corporation, яка зосередиться на інтегрованому виробничому сервісному бізнесі, а виокремлена компанія успадкувала назву BenQ Corporation, яка є 100 % дочірньою компанією Qisda Corp.
3 вересня 2007 року нещодавно відокремлена корпорація BenQ розпочала свою нову діяльність, щоб продовжити продаж і маркетинг продуктів під торговою маркою BenQ.

## Продукти

### Кіберспортивне спорядження ZOWIE
10 грудня 2015 року компанія BenQ оголосила, що ZOWIE GEAR стане їхнім новим підрозділом кіберспортивних ігор. Їх нові продукти включають миші, килимки для миші, монітори та інші ігрові аксесуари. Кіберспортивні монітори BenQ ZOWIE використовують близько 63 % професійних геймерів.
У вересні 2022 року компанія BenQ оголосила про випуск свого монітора XL2566K 360Hz.
У січні 2023 року компанія BenQ оголосила про запуск серії бездротових мишей ZOWIE EC-CW.

### Ігрові монітори MOBIUZ
У липні 2020 року компанія BenQ оголосила про запуск нової серії ігрових моніторів MOBIUZ. Монітори MOBIUZ представляють нову адаптивну технологію HDRi, яка оптимізує ефект HDR залежно від умов освітлення, а також вбудовані динаміки treVolo і фірмова технологія Eye-Care.
У лютому 2023 року компанія BenQ оголосила про випуск свого першого OLED-монітора під назвою MOBIUZ EX480UZ.

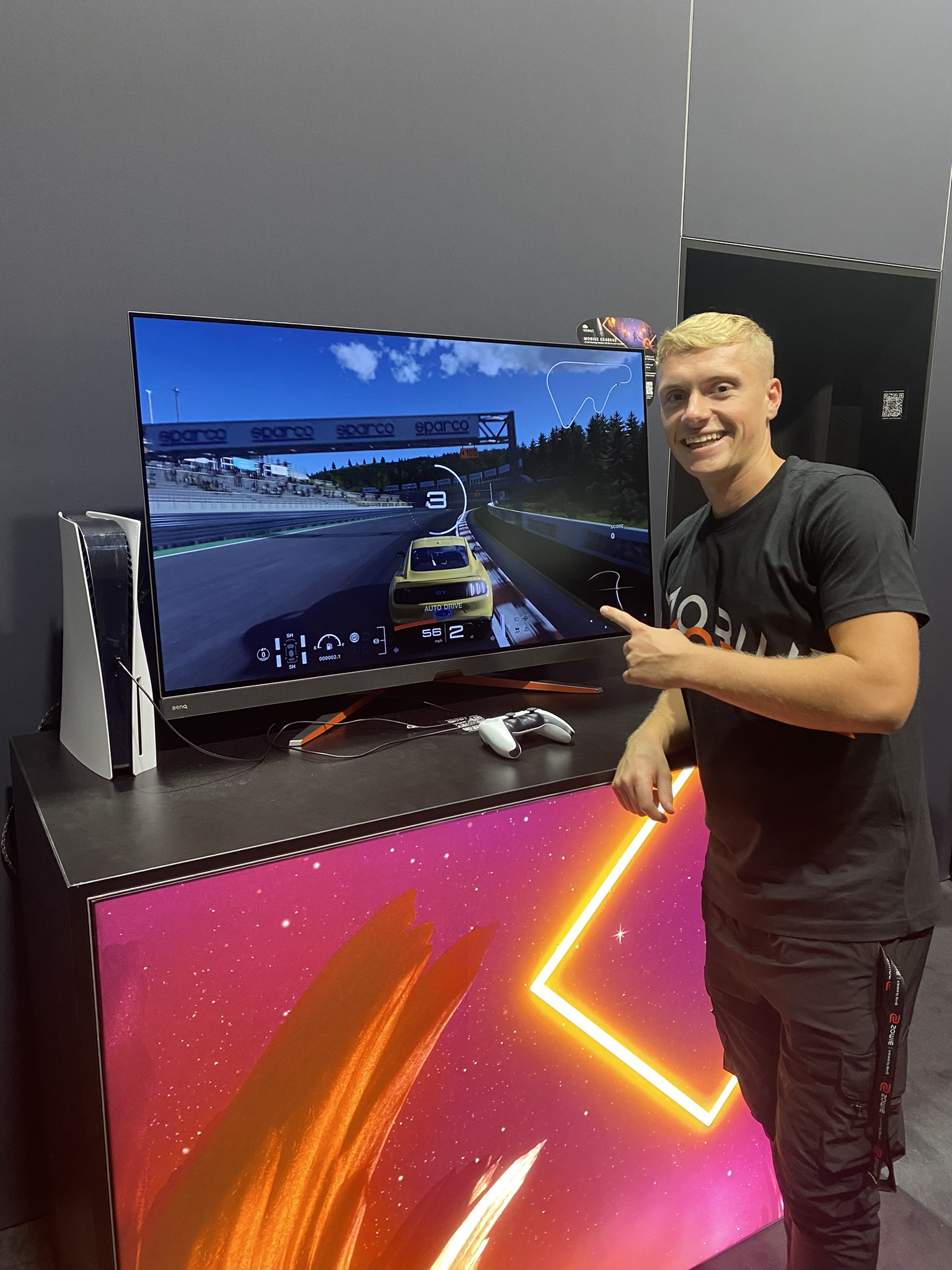
MOBIUZ EX480UZ на GamesCom з Брендоном Смітом

Поточні моделі:
- EX2510S
- EX2710S
- EX2710R
- EX2710Q
- EX270M
- EX270QM
- EX2710U
- EX3210R
- EX3210U
- EX3410R
- EX3415R
- EX480UZ

#### EX3210R Night Runner's Edition (DL2)
У 2022 році BenQ MOBIUZ у партнерстві з Techland представила EX3210R: Dying Light 2 Stay Human Night Runner's Edition Curved Monitor (limited edition). Модель являє собою 32-дюймовий монітор з вигнутим дисплеєм з роздільною здатністю 1000R, вбудованою звуковою системою і технологією HDRi.

### Проєктори
У травні 2022 року компанія BenQ оголосила, що в першому кварталі 2022 року зайняла перше місце на ринку проєкторів 4K і Full HD. За даними Futuresource Consulting Quarterly Market Track Reports, BenQ досягли передової позиції як постачальники за обсягом продажів у Європі. Вони досягли ринкової частки 23,42 % для 4K і 24,5 % для Full HD за перший квартал 2022 року.
У травні 2023 року компанія BenQ анонсувала 3 нові моделі в асортименті домашніх кінотеатрів 1K, включаючи W4000i, W2710i та TK860i.
У вересні 2023 року компанія BenQ випустила свій новий ігровий проєктор серії X — X3100i, X500i та X300G. Сумісний з усіма основними консолями, включаючи Xbox, Playstation і Nintendo Switch.

### Інтерактивні дисплеї
Інтерактивні дисплеї BenQ посіли перше місце в Азійсько-тихоокеанському регіоні та на Близькому Сході в 3 кварталі 2022 року зі зростанням на 77 % у порівнянні з попереднім роком.
У березні 2023 року компанія BenQ запустила перші освітні інтерактивні дисплеї з офіційними мобільними службами Google на виставці Bett Show у Великобританії.
| Назва моделі | Рік          |
| ------------ | ------------ |
| RE01         | 2022—дотепер |
| RM03         | 2022—дотепер |
| RP03         | 2022—дотепер |

#### Jamboard
У листопаді 2016 року компанія BenQ у співпраці з Google випустила Jamboard, ексклюзивний інтерактивний дисплей зі службами Google. Станом на 2021 рік вони були зняті з виробництва.

### Дисплеї для вивісок
У 2019 році компанія BenQ випустила першу у світі цифрову вивіску, яка отримала статус Pantone Validated, забезпечуючи точність передачі кольору на екрані та відповідну сумісність із серією Signage SL6502K, що відповідає вимогам Pantone.

## Корпоративна соціальна відповідальність

### Екологічне зобов'язання
У грудні 2022 року BenQ Qisda Group (BenQ Group) оголосили, що приєдналися до RE100 і пообіцяли повністю використовувати 100 % переробленої енергії до 2040 року.
BenQ опублікували звіт про сталий розвиток за 2021 рік.
Компанія BenQ дотримується стандартів ISO 14001 Environmental Management Systems і ISO 45001 Occupational Health and Safety Management Systems у своїй штаб-квартирі та була сертифікована за обома стандартами.